# Herbert von Berger
Herbert Paul Georg Ritter und Edler Herr von Berger (* 7. Oktober 1881 in Frankfurt (Oder); † 1965) war ein preußischer Offizier, Schriftsteller, Publizist und hochrangiger Beamter im Bereich des Verfassungsschutzes.

## Leben
Herbert von Berger, ein Sohn des Majors Heinrich Ritter und Edler von Berger und der Anna, geb. Frey, wurde zunächst preußischer Offizier. Er nahm im Jahr 1903 den Abschied vom aktiven Militärdienst und widmete sich nun der schriftstellerischen und Verlegerarbeit. Als redaktioneller Leiter des 1903 in Berlin gegründeten Reimar Hobbing Verlages war er selbst auch als philosophisch-politischer Publizist tätig. So gab er mit die „Konservative Monatsschrift für Politik, Kunst und Literatur“ heraus und übernahm später die Leitung des Verlages Reimar Hobbing. Hier verlegte er die Werke Friedrichs des Großen neu und wurde dafür mit dem Roten Adlerorden IV. Klasse geehrt. Seine vermutlich erste eigene Publikation war „Irmgard: Dramatische Dichtung“, die im Berlin Janke Verlag herauskam. Es folgten mehrere Schriften und einzelne Artikel, in denen er die Haltung des Konservatismus, die ihm in dieser Zeit selbst auch eigen war, aus verschiedener Blickrichtung darstellte. Dazu gehörte 1910 das Buch „Der Konservatismus und die Partei“, deren Mitglied er war. Zusammen mit Philipp Zorn verlegte er 1913 anlässlich des 25-jährigen Thronjubiläums von Wilhelm II. ein umfangreiches dreibändiges Werk unter dem Titel „Deutschland unter Kaiser Wilhelm II.“.
Zu Beginn des Ersten Weltkrieges trat Herbert von Berger in den preußischen Staatsdienst ein. Er war zunächst 1914 als Hilfsarbeiter im Referat für Presseangelegenheiten im preußischen Ministerium des Inneren tätig. In diesen Jahren wurde er Mitglied der Deutschen Gesellschaft von 1914. Ab 1916 war er Geheimer Regierungsrat und im März 1919 wechselte er in das preußische Staatsministerium. Zu dieser Zeit war die Weimarer Republik aus der Taufe gehoben, der neue Ministerpräsident Philipp Scheidemann hatte am 13. Februar 1919 seine Regierung vorgestellt und in Weimar tagte die Nationalversammlung zur Ausarbeitung der Verfassung. Noch vor ihrer Inkraftsetzung fasste das preußische Staatsministerium am 21. Juli 1919 den Beschluss zur Bildung einer Institution, die den Schutz der Verfassung gewährleisten sollte. Das Preußische „Staatskommissariat für die Überwachung der öffentlichen Ordnung (PrStKom)“, das am 2. August 1919 seine Tätigkeit aufnahm, stand unter der Leitung von Herbert von Berger. Als Staatskommissar dieser neu geschaffenen Staatsschutzbehörde trug er die Verantwortung für die Gewinnung und Auswertung von Nachrichten über die Gegner der Weimarer Reichsverfassung und war dem preußischen Ministerpräsidenten und dem Minister des Innern direkt unterstellt. Dieser Schritt Preußens war analog auch auf dem Gebiet der Politischen Polizei zum Jahresbeginn 1919 vollzogen worden. Diese war ins Berliner Polizeipräsidium integriert. Zum Zeitpunkt seiner Gründung war das Staatskommissariat in die Bereiche Nachrichtenstelle, exekutive Stelle und Presseabteilung gegliedert. Obwohl es eine preußische Behörde war, stellte das Reichskabinett mit seiner Entscheidung vom 13. September 1919 insgesamt 2,5 Millionen Mark „aus dem Kriegsfond“ bereit und akzeptierte vorerst diesen Status.
Der Makel dieser Verfassungsbehörde bestand jedoch von Anfang an darin, dass es keine Reichsbehörde war, aber ihre Aufgabenstellung darauf ausgerichtet wurde, den Verfassungsschutz in allen Teilen der Weimarer Republik zu leisten. Das sollte dadurch sichergestellt werden, dass die relevanten Informationen aus allen 12 Staaten der dort ansässigen Meldestellen in Berlin zusammengezogen und durch eigene Netzwerke sowie V-Leute ergänzt wurden. Um die Arbeitsfähigkeit zügig herzustellen, wurden noch bis zum Jahreswechsel die wichtigsten Personalstellen besetzt und zum 9. Dezember 1919 die Behörde in „Staatskommissar für öffentliche Ordnung“ umbenannt. Relativ schnell stellte sich jedoch heraus, dass es so nicht funktionieren konnte. Den Ländern war die dominierende Rolle Preußens suspekt und die Reichsregierung bemängelte den fehlenden Einfluss des Reiches auf die Arbeit des preußischen Staatskommissars. Um den Jahreswechsel bemühte sich daher der persönliche Referent des Reichsministers Matthias Erzberger (1875-1921), Heinrich Hemmer (1886-1942), um Schritte des Umbaus der Landesbehörde in eine Reichsbehörde. Bereits am 14. Februar 1920 lag dazu auch eine Kabinettsvorlage auf dem Tisch.
Doch die Ereignisse des Kapp-Putsches vom 13. bis 17. März 1920 beendeten auf einen Schlag alle begonnenen Diskussionen dazu. Deutlich führten sie vor Augen, dass der preußische Staatskommissar „kläglich versagt“ hatte. Denn seine Behörde war nicht ausreichend über die drohenden Gefahren, die zum Sturz der Weimarer Republik führen sollten, informiert. Sie hatte die Gefährdung des Staatswesens von rechtsextremen Kräften, die damals vor allem von der Nationalen Vereinigung ausging, in ihren Zielen und ihrem Wirken in den Berichten an die Regierung verharmlost. Über die Putschpläne von Wolfgang Kapp und Walther von Lüttwitz hatte Herbert von Berger die Regierung nicht informiert. Somit hatte er dazu beigetragen, dass auch das Kabinett Bauer die Lage nicht richtig einschätzen konnte. Deshalb musste er nach dem Kapp-Putsch den an seine Person gerichteten Vorwürfen entgegentreten, er habe illoyal oder fahrlässig gehandelt. Daraufhin erfolgte im 25. März 1920 seine Ablösung als Staatskommissar. Nachfolger wurde der bisher als 1. Staatsanwalt in Preußen tätige Robert Weismann (1869-1942).
Unmittelbar danach wurde Herbert von Berger als preußischer Gesandter in Dresden und später als Vortragender Rat im Innenministerium tätig.
Im Jahr 1965 verstarb Herbert von Berger.

## Schriften
- Irmingard: Dramatische Dichtung, Berlin Janke Verlag, 1908.
- Der Konservatismus und die Partei, Reimar Hobbing Verlag Berlin, 1910.
- Konservatismus im geistigen Leben, Reimar Hobbing Verlag Berlin, 1910.
- Deutschland unter Kaiser Wilhelm II. (Mitautor: P.Zorn, F.W.von Loebel, S.Körte und H. von Berger), Reimar Hobbing Verlag Berlin, 1914.

		Band 1  Deutsche Politik
		Band 2  Das deutsche Wirtschaftleben
		Band 3  Die Wissenschaften
- Ein Fallissiment: Schauspiel in 4 Akten, Hendel Bücherei Halle an der Saale, 1920.
- Lageberichte des Reichskommissars für Überwachung der öffentlichen Ordnung, ab 1920 (Hrsg.), Bestand des Bundesarchivs Koblenz R134, München 1979 (Neuauflage).